# Kaze wo Atsumete
Kaze wo Atsumete (風をあつめて, "Recolher o vento") é o álbum de estúdio de estréia da banda de rock japonês Aqua Timez. Foi lançado em 06 de dezembro de 2006 e alcançou a posição de número 3 no ranking da Oricon.
Seu primeiro single, "Ketsui no Asa ni", é destaque no filme Brave Story e, seu segundo single, "Sen no Yoru o Koete," é o tema de encerramento do filme do anime Bleach.

## Faixas
1. "1mm"
2. "Hoshi no Mienai Yoru" (星の見えない夜, Noite sem Estrelas)
3. "No Rain, No Rainbow" ([Sem chuva,sem Arco-Íris] Erro: {{japonês}}: o texto tem marcação itálica (ajuda))
4. "Ketsui no Asa ni" (決意の朝に, Na manhã da Decisão)
5. "Hachimitsu (Daddy, Daddy)" (ハチミツ～Daddy,Daddy～, Querido (Papai, Papai))
6. "Sen no Yoru wo Koete" (千の夜を越えて, Atravessando as Mil Noites)
7. "Green-bird" (Pássaro Verde)
8. "Ayumi" (歩み, Caminhada)
9. "Mastermind" (マスターマインド, Mentor)
10. "White Hall" (ホワイトホール, Salão Branco)
11. "Present" (プレゼント, Presente)
12. "Perfect World" (Mundo Perfeito)
13. "Itsumo Issho" (いつもいっしょ, Sempre Juntos)
14. "Shiroi Mori" (白い森, Floresta Branca)